# 波塔萊格雷區
波塔萊格雷區 （葡萄牙語：Distrito de Portalegre，葡萄牙語：[puɾtɐˈlɛɣɾ(ɨ)] ⓘ）是葡萄牙中部內陸的一個區。面積6,065平方公里，人口127,018人 （2001年）。首府波塔萊格雷，下分15市镇。